# ياهيرو كازاما
ياهيرو كازاما (خطأ في قالب:ياب) (16 أكتوبر 1961 في شيزوكا في اليابان – )؛ هو لاعب كرة قدم ياباني سابق كان يلعب كلاعب وسط. سبق له أن لعب مع منتخب اليابان.

## وصلات خارجية
- ياهيرو كازاما على موقع الاتحاد الدولي (مؤرشف)  (الإنجليزية)
- ياهيرو كازاما على موقع رابطة كرة القدم اليابانية للمحترفين (اليابانية)
- ياهيرو كازاما على موقع قاعدة بيانات كرة القدم.إي يو (الإنجليزية)
- ياهيرو كازاما على موقع بيانات كرة القدم. دي إي (الألمانية)
- ياهيرو كازاما على موقع ناشيونال فوتبول تيمز (الإنجليزية)
- ياهيرو كازاما على موقع Soccerway.com (الإنجليزية)
- ياهيرو كازاما على موقع عالم كرة القدم.نت (الإنجليزية)
- ياهيرو كازاما على موقع كووورة
- National Football Teams
- Japan National Football Team Database